# Dodro

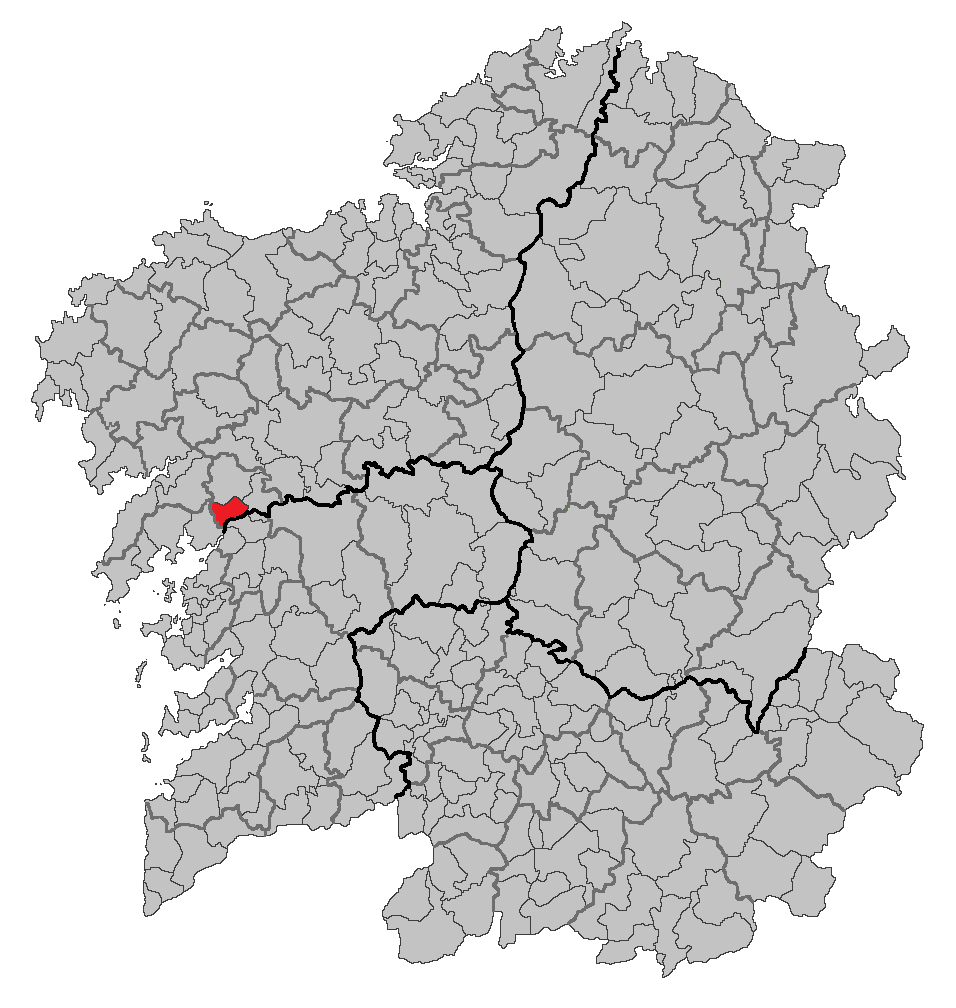
Localização de Dodro

Dodro é um município da Espanha na província
da Corunha,
comunidade autónoma da Galiza, de área 31,6 km² com
população de 3 053 habitantes (2007) e densidade populacional de 86,56 hab/km².

## Demografia
| Variação demográfica do município entre 1991 e 2004 | Variação demográfica do município entre 1991 e 2004 | Variação demográfica do município entre 1991 e 2004 | Variação demográfica do município entre 1991 e 2004 |
| --------------------------------------------------- | --------------------------------------------------- | --------------------------------------------------- | --------------------------------------------------- |
| 1991                                                | 1996                                                | 2001                                                | 2004                                                |
| 3514                                                | 3404                                                | 3210                                                | 3162                                                |